# 914
Раннє Середньовіччя •  Доба вікінгів •  Золота доба ісламу •  Реконкіста

## Геополітична ситуація
У Візантії триває правління Костянтина VII Багрянородного. На підконтрольних франкам теренах існують Західне Франкське королівство, Східне Франкське королівство, Італійське королівство, Бургундія. Північ Італії належить Італійському королівству під владою франків, середню частину займає Папська область, герцогства на південь від Римської області незалежні, деякі області на півночі та на півдні належать Візантії, інші окупували сарацини. Піренейський півострів, окрім Королівства Астурія, та Іспанської марки займає Кордовський емірат. Північну частину Англії захопили дани, на півдні править Вессекс. Існують слов'янські держави: Перше Болгарське царство, Богемія, Моравія, Приморська Хорватія, Київська Русь. Паннонію окупували мадяри.
Аббасидський халіфат очолив аль-Муктадір, халіфат втрачає свою могутність. У Китаї триває період п'яти династій і десяти держав. Значними державами Індії є Пала, Пратіхара, Чола. В Японії триває період Хей'ан. На північ від Каспійського та Азовського морів існує Хозарський каганат.
Територію лісостепової України займає Київська Русь. У Північному Причорномор'ї співіснують різні кочові племена, зокрема хозари, алани, тюрки, угри, печеніги, кримські готи. Херсонес Таврійський належить Візантії.

## Події
- Князь Ігор відновив владу Києва над деревлянами, які вийшли з-під контролю після смерті Олега.
- Тривала спроба фатімідів із Іфрикії захопити Єгипет, однак аббасидські війська дали їм відсіч.
- Після смерті Ахмеда II Самані Аббасиди, користуючись малолітністю його спадкоємця, спробували захопити Сістан, але марно.
- Саджиди напали на Грузію.
- Зейдити відновили свій контроль над Табаристаном.
- Король Галісії Ордоньйо II приєднав до своїх володінь Леон.
- У Візантії мати малолітнього василевса Костянтина Багрянородного Зоя Вугільноока повернулася до палацу й відновила своє регентство, за яке вона боролася до 920 року з патріархом Миколаєм Містиком.
- Візантія веде війну з Болгарією, місто Адріанополь кілька разів переходить із рук у руки.
- Норвезькі вікінги захопили значну частину Ірландії. Вони також висадилися в Нортумбрії.
- Розпочався понтифікат Івана X.